# 丈部氏
丈部氏（はせつかべうじ／はせべうじ）とは、「丈部」を氏の名とする氏族。職業部（品部）である丈部を管掌する氏族。

## 概要
丈部氏は『新撰姓氏録』の左京皇別によると、「天足彦国押人命（あめたらしひこくにおしひと の みこと）孫比古意祁豆命（ひこおげつ の みこと）之後也」とある。また、和泉国皇別には、丈部首氏は「武内宿禰男紀角宿禰之後也」となっている。右京皇別によると、丈部造氏は「杖部造」と記載されており、「孝元天皇皇子大彦命之後也」とある。
丈部氏は出雲国をのぞいて遠江国以東の東国や北陸に多く集中しており、「連」・「直」の姓を持つ東国の一族は、丈部を統率する地方の伴造であろうと想定される。例として、「連姓」では、
1. 下野国河内郡上神主廃寺の瓦を寄進している知識

などがいる。
後代には、丈部氏から阿倍臣を賜姓される例も見られる。
1. 769年（神護景雲3年）、称徳天皇の時代に陸奧大国造の道嶋宿禰嶋足の申請により、無姓の子老（こおゆ）・国益（くにます）・賀例努（かれの）が「阿倍陸奧臣」を賜姓される。
2. 同年、同じく道嶋宿禰嶋足の申請により、丈部直継足（はせつかべ の あたい つぐたり）が「阿倍安積臣」（あべあさかのおみ）を賜与される。
3. 同年、同じく道嶋宿禰嶋足の申請により、無姓の大庭らに「阿倍信夫臣」（あべしのぶのおみ）を賜与される。
4. 同年、同じく道嶋宿禰嶋足の申請により、無姓の下正六位上の嶋足（しまたり）が「安倍柴田臣」（あべしばたのおみ）を賜与される。
5. 同年、同じく道嶋宿禰嶋足の申請により、無姓の下正八位下の庭虫（にわむし）ら2人が「阿倍会津臣」（あべあいづのおみ）を賜与される。
6. 同年、同じく道嶋宿禰嶋足の申請により、無姓の山際が「於保磐城臣」（おぼいわきのおみ）を賜与される[1]。
7. 772年（宝亀3年）光仁天皇の時代の陸奥国安積郡の丈部継守（はせつかべ の つぐもり）ら13人が「阿部安積臣」という氏姓を賜与されている[2]。

この他にも『続日本紀』には、
1. 丈部造智積（はせつかべ の みやつこ ちしゃく）…相模国足上郡の人。715年（霊亀元年）、君子尺麻呂（きみこ の さかまろ）とともに孝行を表彰されて、鄕里の村で無税とされた[3]
2. 丈部路忌寸祖父麻呂（はせつかべのみち の いみき おおじまろ）…720年（養老4年）、漆部司の役人だった父の石勝（いわかつ）が漆を盗んで、流罪になろうとしていた時に、兄弟ともども官奴の身分にされることで、父親の罪を購おうとした。そのことを哀れに感じ、孝心を讃えた元正天皇の勅命により、父親の流罪は免除され、望み通りに官奴にされた[4]。ただし、翌月には弟ともども元の良民の身分に戻されている[5]。数少ない現存する日本の律の施行例
3. 上総国の丈部大麻呂（はせつかべ の おおまろ）…749年（天平感宝元年）に黄金を獲得して無位から従五位下へ昇格[6] -  759年（天平宝字3年）、斎宮頭に任官[7] - （途中位階を剥奪） - 783年（延暦2年）、元の従五位下に復す[8] - 784年（延暦3年）、造長岡宮使に任命[9] - 造営の功で、従五位上に[10] - 785年（延暦4年）、織部正（おりべのかみ）に任官[11] - 787年（延暦6年）、隠伎守に任命[12]。
4. 丈部路忌寸波倉（はせつかべのみち の いみき なみくら）…理由は不明だが、764年（天平宝字8年）に正六位上から外従五位下に昇格[13]。前後の文脈からすると、恵美押勝の乱で功績があったようである。姓が同じなので、上記の祖父麻呂の縁者であるらしい
5. 丈部細目（はせつかべ の ほそめ）…765年（天平神護元年）、恵美押勝の乱での活躍と改元により、正七位上から従五位下へ昇格[14]
6. 丈部造広庭（はせつかべ の みやつこ ひろにわ）…767年（神護景雲元年）に私財を貢献して外従七位上から外従五位下へ昇格[15]
7. 丈部善理（はせつかべ の ぜんり）…789年（延暦8年）の阿弖流為との戦いに征東将軍紀古佐美の別将として参加、戦死[16]

のことがあげられている。
直姓では、
1. 丈部直牛養（はせつかべ の あたい うしかい）…下総国印旛郡大領。781年（天応元年）に蝦夷征討の兵粮を進上したことで、外正六位上から外従五位上に昇格[17]
2. 丈部直不破麻呂（はせつかべ の あたい ふわまろ）…武蔵国足立郡出身。武蔵国造。764年（天平宝字8年）の恵美押勝の乱で活躍[18][19]。768年に武蔵宿禰を賜姓され[20]、769年には従五位上に昇格[21]

などがいる。
このほか、『正倉院文書』には丈部造子虫（はせつかべ の みやつこ こむし）が天平年間（729年 - 749年）以降、写経所にて、経師として活躍していることが記されている。
『万葉集』巻第二十には、4323番より「丈部真麻呂」・「丈部川相」・「丈部黒当」・「丈部造人麻呂」・「丈部足麻呂」・「丈部稲麻呂」・「丈部山代」・「丈部直大麻呂」・「丈部足人」の詠んだ和歌が、防人の歌として収録されている。
　